# Chiesa di San Rocco (Giovo)
La chiesa di San Rocco è la parrocchiale di Ceola, frazione di Giovo  in Trentino. Rientra nella zona pastorale di Mezzolombardo dell'arcidiocesi di Trento e risale al XV secolo.

## Storia

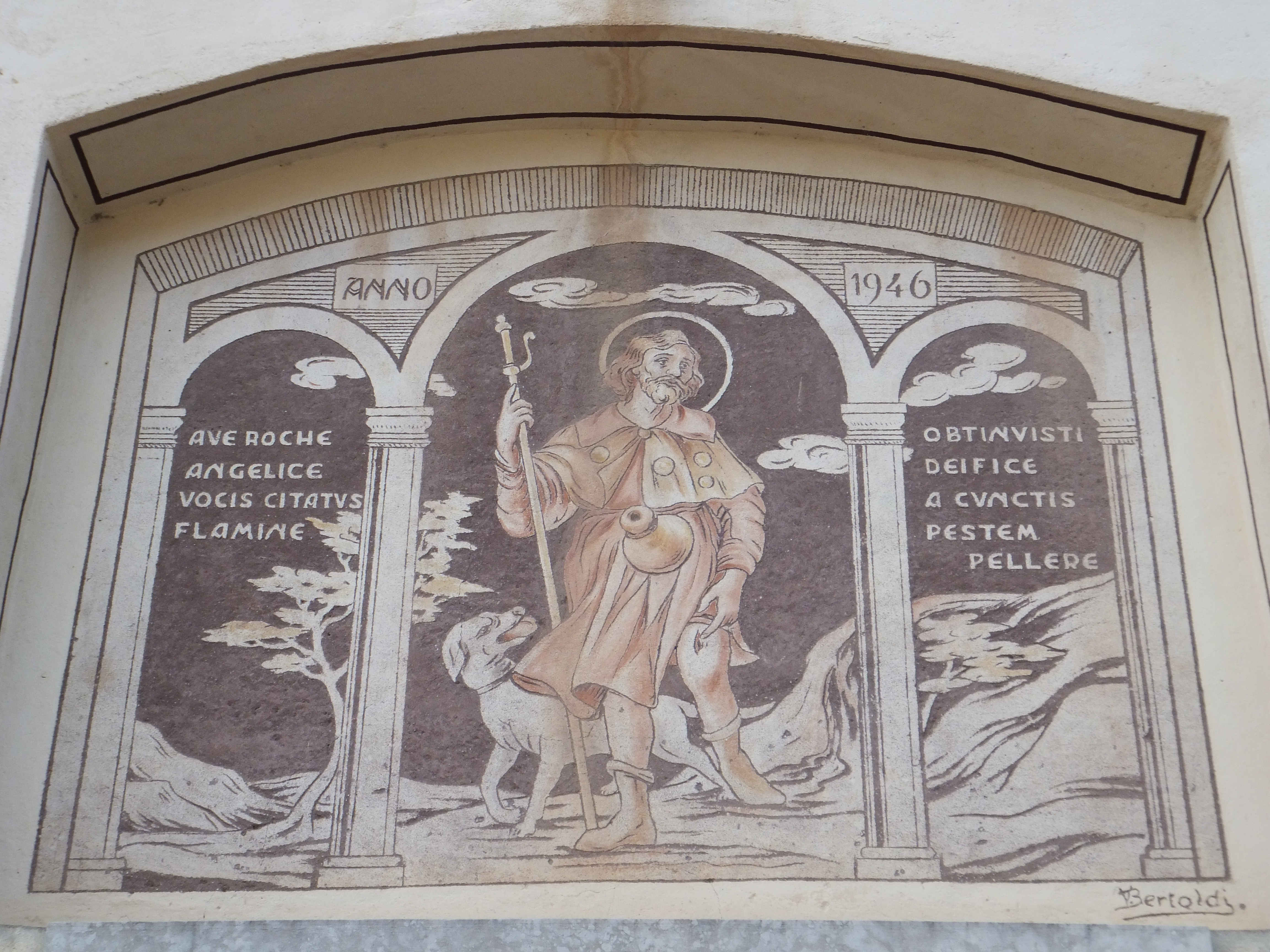
Affresco raffigurante San Rocco sulla facciata.

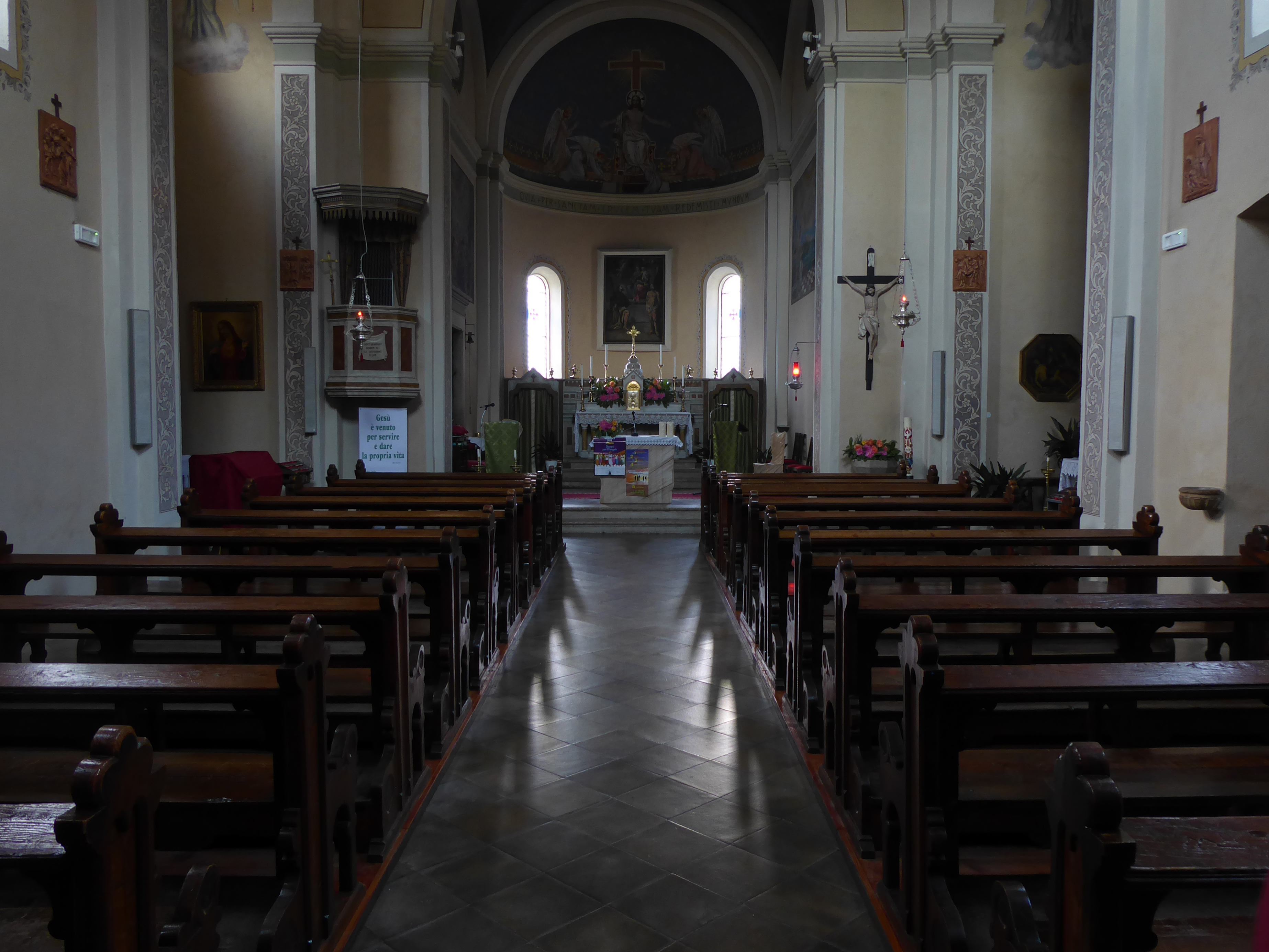
Interno della sala.

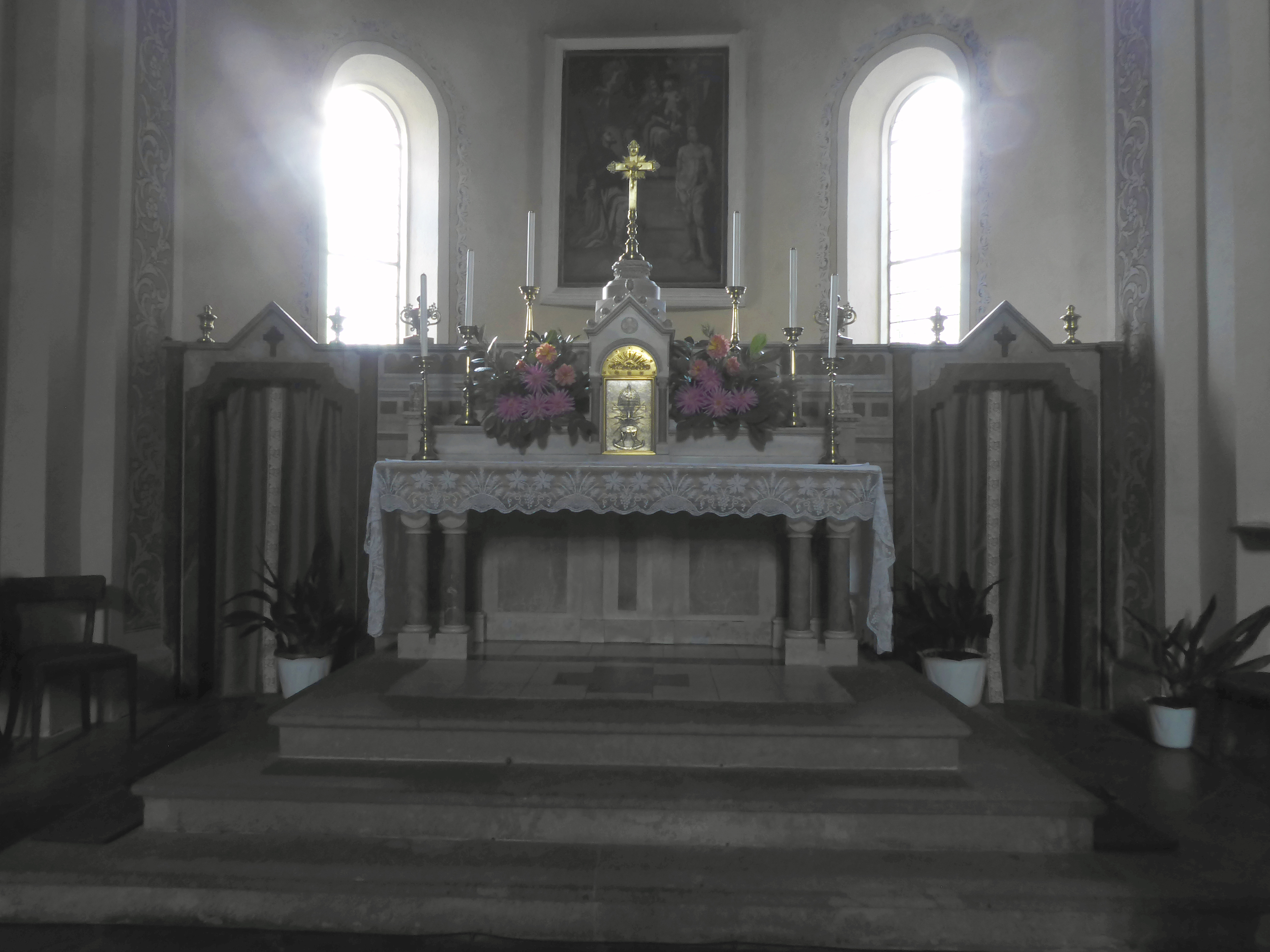
Altare maggiore.

Dagli atti relativi alla visita pastorale a Ceola del 1749 sembra che la chiesa originaria sia stata consacrata nel 1471, e una citazione specifica si trova pochi anni più tardi in un testamento del 1483. Nei primi tempi la dedicazione non fu sempre indicata in modo concorde; a volte venne citata come dedicata ai Santi Fabiano e Sebastiano, altre a San Sebastiano e in seguito, a partire dalla visita pastorale del 1710, ai Santi Rocco e Sebastiano.
Alla fine del XVIII secolo, durante gli anni dell'invasione napoleonica in Trentino, l'edificio venne profanato e depredato delle suppellettili e degli oggetti di valore. Diversi anni dopo, nel 1841, tutto l'edificio fu oggetto di un importante lavoro di restauro. La torre campanaria venne ristrutturata e la chiesa ebbe una nuova pavimentazione nella sagrestia oltre ad una sistemazione delle coperture interne.
A partire dal 1894 si iniziò a pensare ad un ampliamento dell'edificio, non più sufficiente alle accresciute esigenze della popolazione. L'antica chiesa tuttavia versava in pessime condizioni e l'idea di recuperarla ingrandendone la struttura fu ritenuta impraticabile. Venne così acquisito il terreno adatto allo scopo e ottenuto il permesso dall'autorità vescovile.
Le fasi preparatorie per l'apertura del cantiere ebbero ritardi dovuti alla necessità di iniziare, in contemporanea, la demolizione dell'edificio storico e di ottenere anche le autorizzazioni dell'autorità imperiale viennese, il Capitanato trentino. Il progetto che ottenne tutti i necessari permessi fu quello dell'ingegner Emilio Paor ed in tal modo il cantiere venne aperto nel 1900 e l'anno successivo venne benedetta la posa della prima pietra. In tale occasione la chiesa venne dedicata a San Rocco confessore.
La costruzione venne realizzata in tempi brevi, e il nuovo tempio venne benedetto nel 1901. L'erezione della torre campanaria iniziò nel 1906 ma si fermò quasi subito per problematiche legate alla sua posizione e la base già costruita venne abbandonata e poi utilizzata come riparo per la campana. Lo scoppio del primo conflitto mondiale interruppe ogni attività e solo negli anni trenta l'antica base venne innalzata di meno di una decina di metri e, in cima, fu porta una classica cuspide a piramide. Nello stesso periodo sia il presbiterio sia il catino dell'abside vennero decorati a tempera.
Nel secondo dopoguerra del XX secolo vennero decorate la facciata e la navata. La chiesa venne elevata a dignità di chiesa parrocchiale nel 1959.
Durante gli anni sessanta proseguirono i lavori con un nuovo impianto di amplificazione per il suono delle campane, la sistemazione del sagrato, e la demolizione della piccola torre campanaria ormai resa inutile. Venne poi installato un nuovo impianto di riscaldamento e fu realizzato l'adeguamento liturgico.
Gli ultimi lavori si sono avuti nel decennio successivo, ed hanno riguardato la copertura del tetto.

## Descrizione
Sull'altare maggiore nella sala è presente la pala Madonna con Bambino e i Santi Rocco e Sebastiano, opera di Sebastiano e Agostino Ceol da Cavalese. Gli altari in legno laterali provengono dalla chiesa storica che è stata demolita..